# Cryptopimpla nigripalpis
Fintona nigripalpis
Genre
Synonymes
- Fintona nigripalpis Cameron, 1909

Cryptopimpla nigripalpis est une espèce de guêpes parasitoïdes de la famille des Ichneumonidae dans la sous-famille des Banchinae.

## Classification
L'espèce Cryptopimpla nigripalpis est décrite en 1909 par l'entomologiste anglais Peter Cameron (1847-1912), sous le protonyme Fintona nigripalpis,.

### Fossiles
Selon Paleobiology Database en 2023, deux collections de fossiles sont référencées :
- Chattien de l'Oligocène supérieur deux collections de France, d'Aix-en-Provence dans le département des Bouches-du-Rhône, décrites en 1915 par le paléontologue belge Fernand Meunier[3], pour la collection Coquand, et en 1937 par le paléontologue français Nicolas Théobald (1903-1981) pour sa propre collection[4],[2].

### Citation
L'espèce Fintona nigripalpis est citée en 1937 par le paléontologue français Nicolas Théobald (1903-1981),.

### Rennommage du genre
Le genre Finoma est synonymisé avec le genre Cryptopimpla en 2014 par D. Wahl,.

### Synonyme
- Fintona nigripalpis Cameron, 1909

### Étymologie
L'épithète spécifique nigripalpis signifie en latin « peau noire » : voir paragraphe #Caractères.

## Description

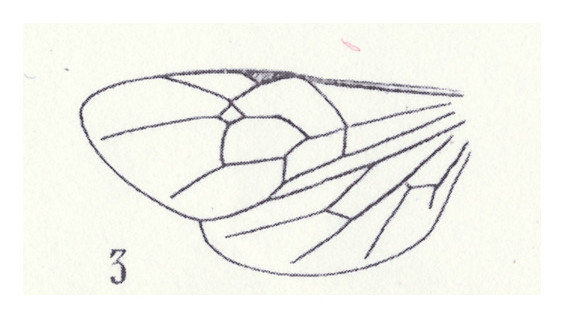
Cryptopimpla nigripalpis Cameron 1937 N. Théobald Fintona cf. nigripalpis ailes, éch. A1022 p. 302 Pl. XXIV Hyménoptères du Stampien d'Aix-en-Provence.

### Caractères
La diagnose de Nicolas Théobald de 1937, : 

« Holotype : A1022. Coll. N. Th. 
Cotype: N° 2. Coll. Coquand, Ecole des Mines à Paris. 
Bel Insecte, tête et thorax noirs, abdomen jaune rougeâtre, pattes rousses, ailes transparentes. Tête transversale, front allongé ; deux gros yeux ; antennes presque aussi longues que le corps, de teinte foncée, filiformes. thorax noir, ponctué. Abdomen rougeâtre, segments basal et anal noirs, les trois premiers segments sont ponctués, tarière fortement exsertile. Pattes longues, les hanches, le trochanter, l'extrémité des tibias et des fémurs sont noirs, le reste roux. Ailes transparentes, légèrement enfumées. Stigma noir, aréole triangulaire, rhomboïdale, deuxième nervure récurrente, légèrement recourbée ; la nervure discoïdo-cubitale est fortement recourbée, pas de ramellus. ».

### Dimensions
La longueur totale de l'insecte est de 9,5-8 mm et l'aile antérieure de 7,5-6 mm.

### Affinités
« Par la tarière exsertile, l'aréole rhomboïdale et large, ces deux échantillons appartiennent aux Pimplinae, tribu des Branchides. Très voisin de Fintoma nigripalpis Cam. du Pendjab. Nous avons même cru d'abord à l'identité de ces deux formes. Pourtant ici, les ailes sont moins transparentes, le stigma est plus large et la tarière est plus longue que dans F. nigripalpis Cam. C'est pourquoi nous nous croyons obligé de l'en séparer ; mais il se place très probablement dans la lignée de F. nigripalpis Cam. ».

## Galerie
- Quelques espèces vivantes du genre Cryptopimpla.
- Cryptopimpla aspeculosus.
- Cryptopimpla brevigena.
- Cryptopimpla caligata.
- Cryptopimpla carinifacialis.
- Cryptopimpla pentagonalis.

### Publication originale
- [1909] (en) Peter Cameron, « Descriptions of new genera and species of Indian Ichneumonidae », The Journal of the Bombay Natural History Society, vol. 19,‎ 1909, p. 722-730.